# Lista över portugisiska sevärdheter
Det här är en lista över portugisiska sevärdheter. Sevärdheterna är listade efter område.
- Lissabon
  - Belemtornet
  - Mosteiro dos Jerónimos
  - Museu Nacional de Arte Antiga
  - Elevador De Santa Justa
  - Gulbenkianmuseet
  - Museu Nacional do Azulejo
  - Castelo de São Jorge
- Ribatejo
  - Klostret i Tomar
- Estremadura
  - Kap Roca
- Minho
  - Guimarães gamla stad
- Beiras
  - Coimbra
    - Mosteiro de Santa Clara-a-Velha

  - Guarda
    - Hällristningar i Vale do Foz Côa
- Douro
  - Vindistriktet Alto Douro
- Trás-os-Montes
  - Miranda do Douro där man talar mirandesiska och har många egna gamla traditioner
- Alentejo
  - Évoras gamla stad
- Algarve
  - Henrik Sjöfararens skola i Sagres
- Madeira
  - Madeiras Laurisilva
  - Câmara de Lobos
- Azorerna
  - Vulkankratern Sete Cidades